# مهدي حاج محمد
مهدي حاج محمد، من مواليد 7 يوليو 1950، وتوفي بتاريخ 1 فبراير 2025، هو لاعب كرة قدم إيراني معتزل، كان يلعب بمركز مهاجم، انضم للمنتخب الإيراني عام 1970، ولعب مباريتان، واعتزل اللعب نهائياً في نفس العام.